# قصر ابطال
قصر ابطال (به عربی: قصر الأبطال) یک شهرداری در الجزایر است که در استان سطیف واقع شده‌است.